# Tetrabiblos
El Tetrabiblos (Τετράβιβλος; 'Quatre llibres'), també conegut en l'Antiga Grècia com Apotelesmatiká (Ἀποτελεσματικά) 'Efectes', i en llatí com Qvadripartitum, 'Quatre parts', és un llibre sobre filosofia i pràctica astrològica, escrit al segle ii  ae per l'erudit alexandrí Claudi Ptolemeu (90 o 100-168 o 170 ae).
L'Almagest, també de Ptolemeu, era un text d'autoritats sobre astronomia, i el Tetrabiblos, el seu volum complementari. L'Almagest influí sobre l'astrologia i l'estudi dels efectes dels cicles astronòmics en els afers terrenals. Mentre que aquest fou reemplaçat com a autoritat astronòmica a causa de l'acceptació del model heliocèntric del sistema solar, el Tetrabiblos continuà sent una obra d'importància teòrica en l'estudi de l'astrologia.
Ptolemeu defensà la filosofia de l'astrologia com un estudi de la natura, i a més esbossà les tècniques de la pràctica astrològica. Això ajudà a assegurar la tolerància teològica cap a l'astrologia en l'Europa Central, durant l'edat mitjana. També permeté que els ensenyaments ptolemeics sobre astrologia s'inclogueren a les universitats durant el Renaixement, la qual cosa comportà un impacte directe en els estudis de medicina i en les obres literàries. La posició d'autoritat intel·lectual d'aquesta obra s'esfondrà a la fi del segle xvii quan els principis en què es fonamenta s'enfrontà a les crítiques, per antiquats i basats en la superstició.
La importància històrica del Tetrabiblos pot ser constatada pels nombrosos comentaris antics, medievals i renaixentistes que s'hi s'han publicat. Fou copiat, comentat, parafrasejat, resumit i traduït a molts idiomes. L'última edició crítica en grec, de Wolfgang Hübner, es publicà per la Biblioteca Teubneriana al 1998.

## Visió general i influència
Bé sé que soc mortal, criatura d'un dia. Però quan la meua ment observa els sinuosos camins dels estels, amb els peus, llavors, ja no toque la Terra, i em trobe davant el mateix Zeus, omplint-me d'ambrosia, la divina menja.  
Ptolemeu és referit com «el més famós dels astròlegs grecs» i com «una autoritat proastrològica de la més alta magnitud». Com a font de referència, el Tetrabiblos és descrit com si «quasi gaudís de l'autoritat de la Bíblia entre els escriptors astrològics des de fa mil anys o més». L'obra aplegà comentaris quan fou publicada per primera vegada a Alexandria al segle ii  de. Es traduí a l'àrab al segle ix i es descriu com «de lluny, la font més influent de l'astrologia islàmica medieval».
Després de la traducció del Tetrabiblos al llatí al segle xii  l'astrologia ptolemaica s'integrà a la doctrina cristiana medieval per Albert el Gran i Tomàs d'Aquino.[11] Aquesta acceptació teològica encoratjà l'ensenyament de l'astrologia ptolemaica a les universitats, generalment vinculada als estudis mèdics; cosa que feu que s'incorporara en obres literàries com la Divina Comèdia de Dante, que ajudà a modelar el paradigma moral, religiós i cosmològic de l'Europa occidental durant l'edat mitjana. El Tetrabiblos fou responsable en gran part d'establir els preceptes bàsics de l'astrologia renaixentista i era un llibre important en algunes universitats d'Europa durant el Renaixement.

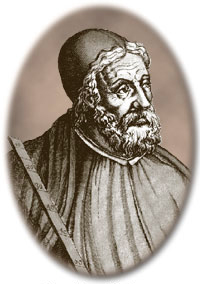
Gravat en fusta del que representa Ptolemeu. Extret de Les vrais portraits et vies des hommes illustres, foli 87. París, 1584

L'astrologia ptolemaica s'ensenyava a les universitats europees durant el segle xvii però a meitat d'aquest segle hi hagué una lluita per mantenir-lo com una de les respectades ciències liberals. En aquest moment, el contingut del Tetrabiblos començà a arrossegar l'estigmatització com a part d'un «art diabòlica d'endevinació». Un crític del s. XVII escrigué: «cap art supersticiós està més preparat per fer avançar els propòsits del diable que l'astrologia de Ptolemeu».

La posició intel·lectual de l'astrologia s'ensorrà aviat a finals del segle xvii; però l'impacte històric del Tetrabilos sobre la cultura mundial continua atraent l'atenció dels estudiosos de la filosofia clàssica i de la història de les ciències de l'antiguitat. També es manté com un text influent per als practicants de l'astrologia occidental moderna. Les traduccions en anglés les publicaren als s. XVIII, XIX i XX. L'astròleg humanista de la primeria del XX, Dane Rudhyar, opinava que l'astrologia de la seua època «s'originà quasi totalment en l'obra de l'astròleg alexandrí Claudi Ptolemeu».
Quant a les ximpleries sobre les quals molts malbaraten el seu treball i dels quals ni tan sols pot donar-se un compte plausible, ho descartarem en favor de les causes naturals primàries. Investigarem, no amb porcions ni nombres dels quals no es puga donar una explicació raonable, sinó simplement amb la ciència dels aspectes de les estreles als llocs amb què tenen familiaritat.  
El llibre comença amb una explicació del marc filosòfic de l'astrologia que té com a objectiu respondre als arguments dels crítics que qüestionen la validesa del tema. Sobre aquest tema, Lynn Thorndike, en el seu History of magic and experimental science (Història de la màgia i de la ciència experimental), escriu: «Només els contraris a l'astrologia semblen haver romàs ignorants del Tetrabiblos».
Ptolemeu no fou qui generà les tècniques astrològiques que presenta en el Tetrabiblos. La seua contribució fou ordenar sistemàticament el material, per demostrar que l'astrologia es basa en principis lògics i jeràrquics. Les influències astrològiques es refereixen, sovint, als efectes meteorològics en els canvis humorals, que se suposava que eren el resultat dels cicles celestials que portaven transformacions en l'atmosfera correlacionats amb els efectes de la calor, del fred, la humitat i la sequedat.
El text grec fou traduït a l'àrab, després al llatí, i retraduït des d'aquest a moltes llengües modernes. La primera traucció a l'anglés aparegué al s. XVIII, però a la fi del s. XIX l'astròleg nord-americà Luke Broughton assegurà que tenia almenys mitja dotzena de diferents traduccions a l'anglés en el seu poder.

## Títol i data de composició

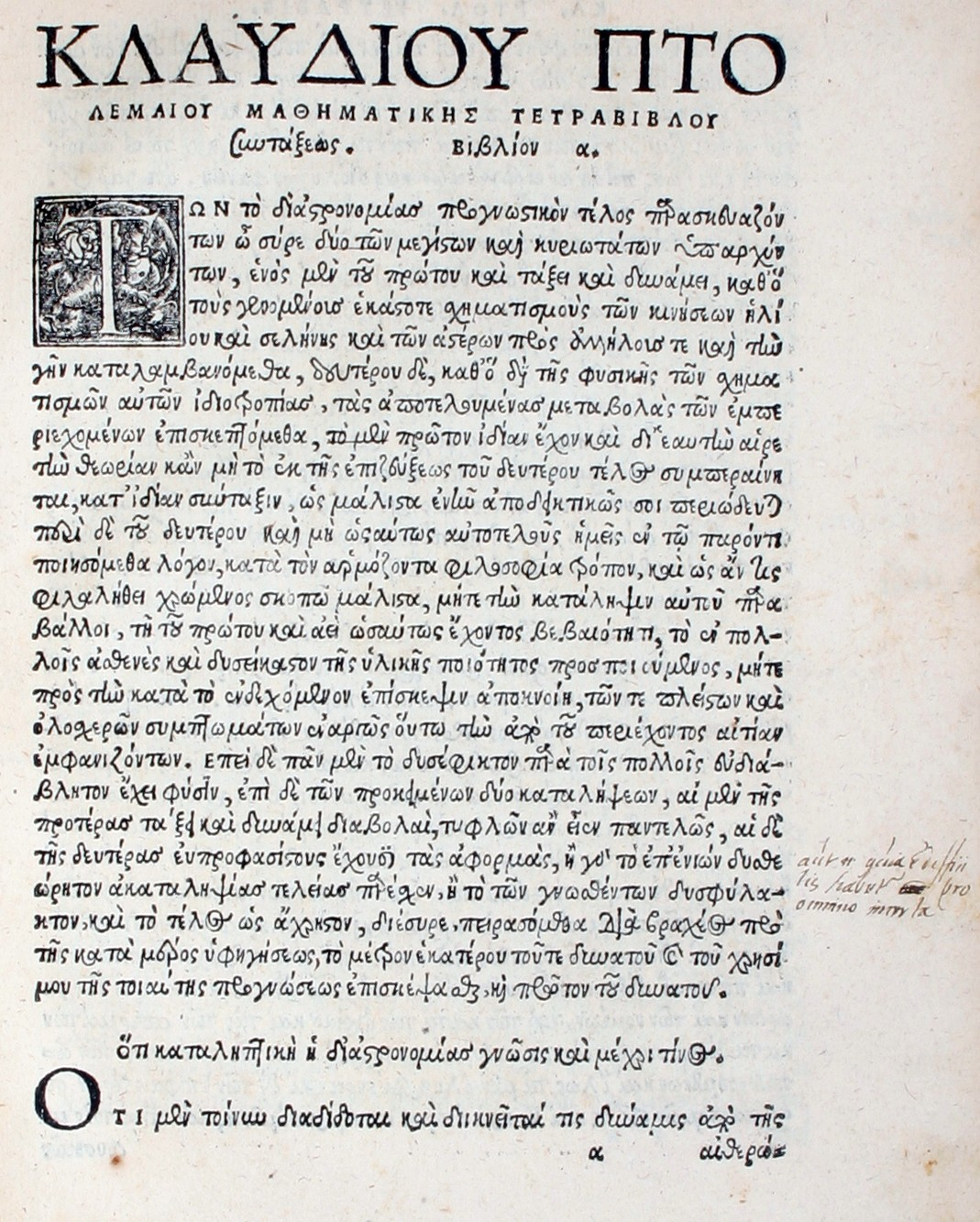
Capítol d'obertura de la primera edició impresa del Tetrabiblos de Ptolemeu, transcrita al grec i al llatí per Joachim Camerarius, 1535. Nuremberg, Baviera, Alemanya

Els títols en grec Tetrabilos i en llatí Quadripartitum que signifiquen ‘quatre llibres' són els sobrenoms tradicionals per a una obra que en alguns manuscrits grecs és denominada Μαθηματικὴ τετράβιβλος σύνταξις, /Mathematiké tetrábiblos Sýntaxis/ ‘Tractat matemàtic en quatre llibres'. Frank Eggleston Robbins, editor de la traducció a l'anglés publicada al 1940, considerava probable que aquest fos el títol utilitzat pel mateix Ptolemeu, encara que molts altres manuscrits grecs usen el títol Τὰ πρὸς Σύρον ἀποτελεσματικά /Tá prós Sýrom apotelesmatiká/ 'Pronòstics en honor de Sirus'. Un antic comentari anònim sobre l'obra afirma que alguns consideraven que el terme «Tetrabliblos» era un nom fictici.
No hi ha una data sòlidament establerta per a la compilació del Tetrabiblos, però Ptolemeu revela en el seu «Proemi» que l'escrigué després de completar l'Almagest. L'evidència dins de l'Almagesto revela que el treball astronòmic no s'acabà abans d'aproximadament el 145 de, la qual cosa demostra que Ptolemeu escrigué el Tetrabiblos cap al final de la seua vida, en algun moment entre l'Almagest i la seua mort, en general datada al voltant del 168 de.

## Llibre I: principis i tècniques

### Capítols d'obertura
La majoria dels esdeveniments de caràcter general, extrauen les causes del cel embolcallant.  
El text comença amb la dedicació a «Syrus», un personatge no identificat a qui Ptoeomeu dedicava totes les seues obres. En aquest, Ptolemeu distingeix dos tipus d'estudi astronòmic: el primer, l'astronomia pròpiament dita, que descriu els cicles i moviments astronòmics; el segon: l'astrologia, que investiga els canvis que tals moviments provoquen. Afirma que cadascuna té la seua pròpia ciència i la primera és desitjable per dret propi «malgrat que no aconsegueix el resultat donat per la segona». Això es pren per demostrar l'opinió de Ptolemeu sobre que l'astronomia i l'astrologia són estudis complementaris, de manera que mentre l'astrologia és menys autosuficient i factual, el seu ús fa la pràctica de l'astronomia més útil. Encara que els termes «astronomia» i «astrologia» s'usaven indistintament en els texts antics, això també demostra la definició primerenca de dos temes diferenciats que foren discutits extensament per Ptolemeu en dos treballs separats.
Ptolemeu declara que havent tractat el tema anterior, l'astronomia, en el seu propi tractat, «ara parlarà del segon mètode menys autosuficient d'una manera pròpiament filosòfica, de manera que aquell que l'objectiu del qual siga la veritat mai podrà comparar les seues percepcions amb la seguretat de la primera». En això, i en altres observacions introductòries, revela la seva opinió que la predicció astrològica és extremament difícil i fàcilment subjecta a error, però satisfactòriament assolible a aquells que en tenen l'habilitat i experiència necessàries, i de massa benefici com per ser rebutjada simplement perquè, de vegades, s'hi poden cometre errors.

#### Arguments filosòfics de Ptolemeu
Els capítols II i III són importants per donar a Ptolemeu la defensa filosòfica del seu tema. Franz Boll va advertir que els arguments eren paral·lels a les fonts més antigues, en particular a les del filòsof estoic Posidoni (c. 135 ae-51 ae). D'igual manera, la narració de Ptolemeu l'aprofitaren filòsofs i astrònoms posteriors, com Johannes Kepler, que utilitzà exemples semblants i el mateix ordre d'arguments per explicar el fonament físic d'algunes afirmacions astrològiques. Descrit com «científicament parlant, perfectament lloable» per un comentarista modern. Un altre ha condemnat aquests capítols com el lloc on el «coneixement, la intel·ligència i l'habilitat retòrica» de Ptolemeu són «mal utilitzats».
En el capítol I, Ptolemeu afirma la legitimitat de l'estudi i identifica els dos principals arguments en contra seua:
1. La complexitat del tema fa que la seua pretensió de proporcionar una presumpció confiable siga inassolible;
2. El pressentiment fiable, si es pot assolir, implicaria tal fatalisme que faria inútil el propòsit del tema, perquè si el futur és predictible, tot el que està destinat a succeir, succeirà, s'haja predit o no.

Ptolemeu contesta llavors cada crítica en els dos capítols següents.
Argument sobre l'abast de la fiabilitat de l'astrologia
En el capítol II, Ptolemeu sosté que el coneixement adquirit per mitjans astronòmics és assolible i intenta definir els seus límits segons la lògica aristotèlica i estoica. Assenyala com el Sol té més influència sobre els cicles estacionals i diaris de la Terra, i que la majoria de les coses en la natura estan sincronitzades amb la Lluna:
Estén aquesta capacitat per agitar el clima i dirigir els patrons biològics de les criatures terrenals a les estreles i planetes, de manera que tot el que experimenta cicles de creixement o patrons de comportament, d'alguna manera respon als cicles celestes. Aquests provoquen canvis elementals, calor, ventades, nevades o pluges, etc., els quals són guiats pel Sol, activats per la Lluna i ajudats per les configuracions planetàries i els fenòmens dels estels fixos. Ptolemeu admet que l'anàlisi reeixida d'aquest temperament no s'aconsegueix fàcilment, però és possible de ser determinat per algú que siga capaç de considerar les dades «científicament i presumptiva amb èxit».

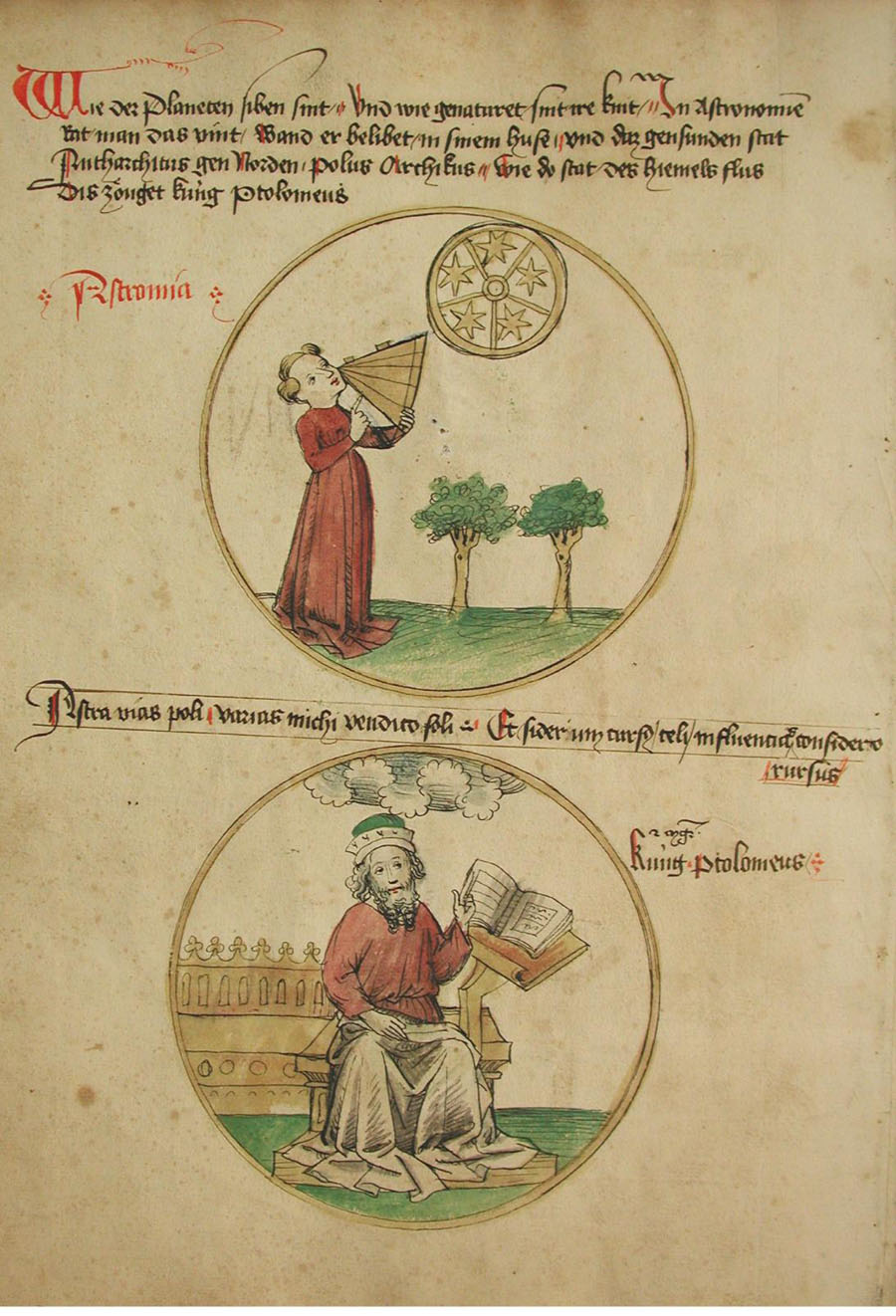
Il·lustració del manuscrit del de l'astronomia com una de les set arts liberals, mostrant Ptolemeu com el seu patró

Argument sobre si l'astrologia és natural i útil
En el capítol III, Ptolemeu sosté que la predicció astrològica és natural i beneficiosa. La traducció d'aquestes idees al llatí del s. XII es descriu com «d'importància crítica» per a l'adopció d'una actitud favorable cap a l'astrologia dins del cristianisme durant l'edat mitjana.
Ptolemeu proposà primer que no és «inútil» crear prediccions del que és probable que succeïsca, fins i tot si les prediccions no proporcionen els mitjans per evitar un desastre imminent. Aquesta era una de les crítiques clàssiques ben conegudes esgrimides en el llibre De divinatione de Ciceró, en el seu argument que cap bé prové dels advertiments sobre desastres imminents quan no s'ofereix algun mitjà de fugida. Ptolemeu dona una visió més positiva de l'endevinació en la seua elevació de l'astrologia com un tema «pel qual obtindrem una visió completa de les coses humanes i divines» que, segons ell, dona una millor percepció del «que és apropiat i convenient per a les capacitats de cada temperament». Ell veu l'astrologia com un tema que fomenta i millora el coneixement d'un mateix.
El següent argument de Ptolemeu fou evitar les crítiques que sorgeixen quan es considera que la pràctica de la predicció suggereix una inevitabilitat fatalista. Aquest punt fou crucial per a la posterior acceptació teològica, ja que la doctrina religiosa medieval dicta que l'ànima de l'individu té lliure albir, la qual cosa el fa responsable de les seues decisions i de les conseqüències que se'n deriven. Els comentaris de Ptolemeu contraresten la crítica, proposant que, si ben els cicles celestes són confiables i «eternament realitzats d'acord amb la destinació divina i immutable», tots els afers terrenals també estan subjectes a «una destinació natural i mutable i, en dibuixar la seua primera causa que ve des de l'alt, seran regits per la casualitat i la seqüència natural». Per tant, declara que res no està irrevocablement ordenat i que no hem d'imaginar que «els esdeveniments assisteixen a la humanitat com a resultat de la causa celeste com si […] es destinaren a produir-se per necessitat sense la possibilitat que qualsevol altra causa hi interferisca».

### Introducció dels principis

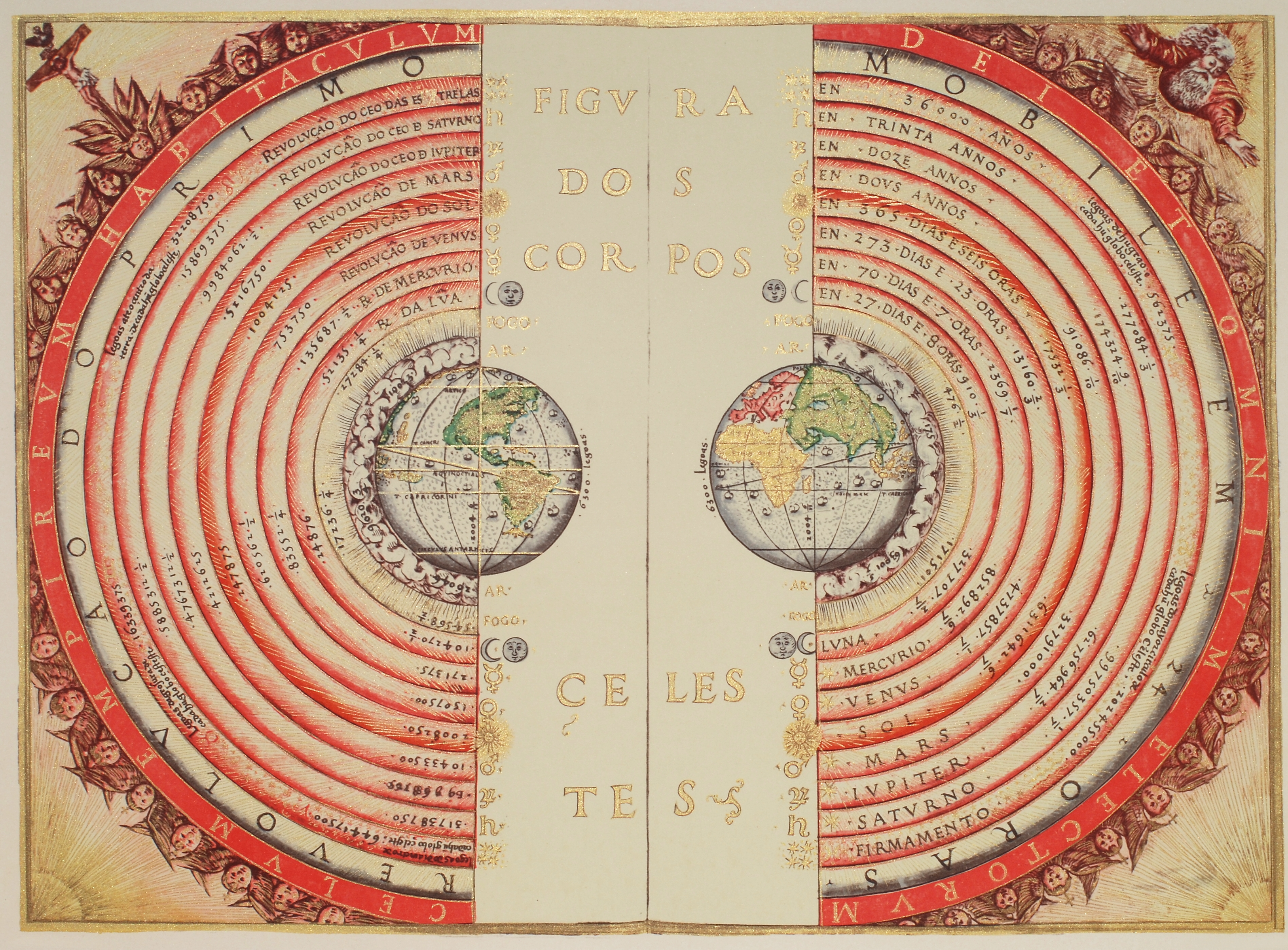
Figvra dos corpos celestes. 1568. Il·lustració il·luminada del model geocèntric de l'univers de Ptolemeu, d'acord amb el cosmògraf i cartògraf portuguès Bartolomeu Velho. Biblioteca Nacional de França, París

Una de les característiques singulars del Tetrabliblos, entre els textos astrològics del seu període, és la mesura en què el primer llibre no sols presenta els principis bàsics de l'astrologia, sinó que sintetitza i explica el raonament de les associacions descrites amb les de la filosofia aristotèlica. Per exemple, el capítol IV explica el «poder dels planetes» per les seues associacions amb les qualitats humorals creatives de la calor o de la humitat, o les qualitats reductivas del fred i de la sequedat. Per tant, Mart és descrit com un planeta destructiu per l'associació humoral amb la sequedat excessiva, mentre que a Júpiter se li defineix com temperat i fertilitzant perquè se l'associa amb una moderada calidesa i humitat. Aquestes associacions estan basades en les disposicions dels planetes pel que fa al Sol, tal com s'observen des de la perspectiva geocèntrica, per la qual es mesuren les seues òrbites, ja que es pren com a centre de l'univers la Terra.
En unir aquests principis aristotèlics amb la filosofia sovint emprada per Zenó de Cítion i la dels pitagòrics, els tres capítols següents disposen els planetes en parells d'oposats. Aquests poden ser benèfics, moderadament càlids o humits; o malèfics, excessivament freds o secs. També poden ser masculins o secs i femenins o humits; actius o diürns, adaptant-los a les qualitats del dia i alineats amb la naturalesa del Sol; passius o nocturns, ajustant-los a les qualitats de la nit i alineats amb la naturalesa de la Lluna. Com que aquestes condicions humorals deriven de les configuracions del Sol, el capítol VIII descriu com es modifiquen subtilment d'acord amb la fase del cicle sinòdic de cada planeta amb el Sol.

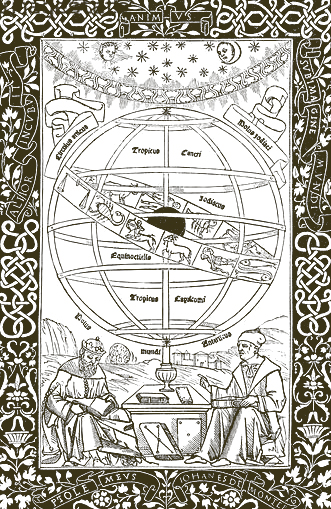
Ptolemeu instrueix a Regiomontano sota una imatge del zodíac que envolta les esferes celestes. Frontispici de lAlmagest de Ptolemeu. Venècia, 1496

En l'època de Ptolemeu els límits del zodíac estaven prop dels de les constel·lacions visibles els noms de les quals porten; però Ptolemeu demostra la distinció teòrica entre els dos marcs de referència en descriure el punt de partida del zodíac com a fix, no els estels sinó l'equinocci calculat matemàticament. Això determina el zodíac tropical basat en les estacions del qual pren el seu nom en grec, /tropikós/ ‘del gir’, perquè està establert pel gir de les estacions i, en estar sotmés a la precessió, experimenta una revolució lenta i gradual en les constel·lacions visibles. Per la mateixa raó, els signes que marquen els punts del sol en els solsticis d'estiu i hivern, Càncer i Capricorn, són descrits com els signes tropicals, ja que aquests són els llocs on el sol «gira» la seua direcció en latitud celeste, definint així els cercles terrestres de latitud coneguts com el tròpic de Cranc i tròpic de Capricorn.

## Llibre II: astrologia mundana
El llibre II presenta el tractat sobre l'astrologia mundana. Aquí ofereix una revisió completa dels estereotips ètnics, els eclipsis, significat dels estels i de les lunacions estacionals tal com s'utilitzen en la predicció de l'economia nacional, guerres, epidèmies, desastres naturals i patrons climàtics. Cap altre text antic supervivent ofereix un relat comparable d'aquest tema, en termes d'amplitud i profunditat de detall, com l'ofert per Ptolemeu.
El segon capítol dona una generalització de com es desenvolupen les diferències genètiques entre els habitants de diversos climes, una demarcació basada en la latitud. Les comunitats que viuen prop de l'equador, per exemple, són descrites com de pell negra, talles petites, pèl gruixut i llanut, com una resposta protectora a la calor ardent d'aquesta ubicació. Per contra, les comunitats assentades a les regions altes del nord són definides per l'ambient més fred i per la major proporció d'humitat. Les seues formes corporals són més pàl·lides, més altes, amb el pèl més fi, i en les seues característiques se'ls descriu com «freds per naturalesa». Tots dos tipus són descrits com a freturosos de civilització a causa dels extrems del seu entorn, mentre que les comunitats que viuen en regions temperades són de coloració mitjana, alçada moderada i gaudeixen d'un estil de vida més equilibrat. Les diverses regions són definides de semblant manera en funció de la barreja que sorgeix en aquest tipus d'anàlisi. Ptolemeu explica que aquestes reflexions sols es tracten sumàriamente, com una consideració de fons per al que segueix. També deixa clar que aquests trets s'hi troben «generalment presents, però no en cada individu».

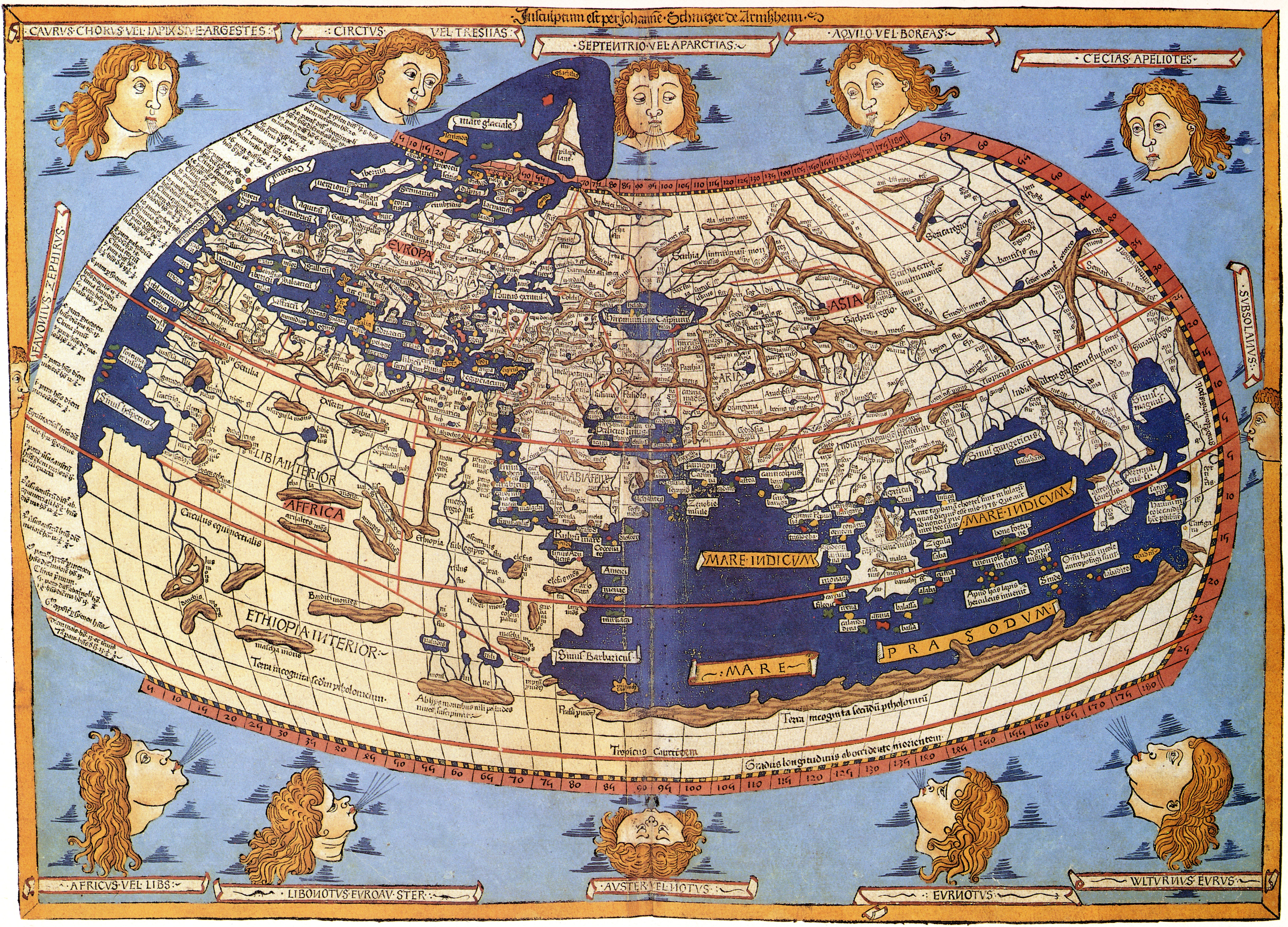
Mapamundi de Leinhart Holle, edició de 1482 amb esmenes de Nicolaus Germanus a la traducció llatina de 1406 de Jacobus Angelus de finals del XII de Maximus Planudes, que redescobrí manuscrits grecs de la Geographia de Ptolemeu del s. II

En el capítol III Ptolemeu uneix els seus interessos en l'astrologia i la geografia, per esbossar les associacions astrològiques del «nostre món habitat». Els mapes basats en la Geographia de Ptolemeu mostren aquesta definició del món habitat com, aproximadament, estenent-se des de l'equador fins a la latitud 66° N, cobrint la massa de la terra entre l'Atlàntic i el mar de la Xina oriental. Ptolemeu estén la lògica donada als textos de l'antiga Babilònia, en què les quatre parts del món conegut es corresponen a l'estructura de les quatre triplicitats del zodíac.

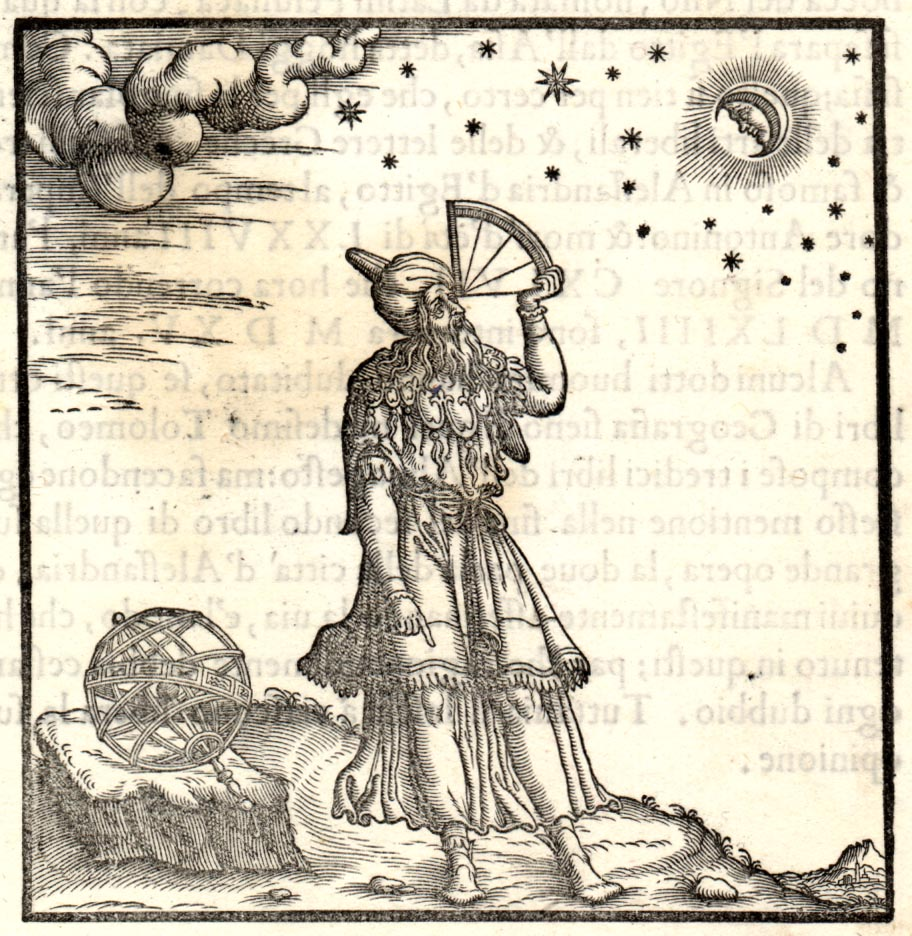
Representació de Ptolemeu usant un quadrant, feta per Giordano Zilett: Clavdio Tolomeo principe de gli astrologi, et de geografi, 1564

Ptolemeu explica en l'Almagest que tingué accés a documents que registren eclipsis des del començament del govern del rei Nabonassar (747 ae) que s'estenen durant 900 anys. En el capítol IX del Tetrabiblos, Ptolemeu mostra el seu coneixement de la saviesa babilònica que acompanyava aquells registres en detallar els presagis basats en els fenòmens visuals.

## Llibre III: horòscops individuals (influències genètiques i predisposicions)

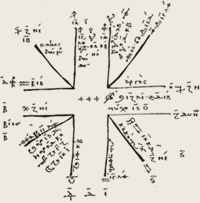
Reproducció romana d'Orient d'un horòscop grec atribuït al filòsof Eutoci; 479 ae

Els llibres III i IV exploren el que Ptolemeu denomina «l'agent geneticològic»: la interpretació d'un horòscop alçat en al moment del naixement d'una persona. Explica que hi ha diversos cicles de vida a ser considerats, però el punt de partida per a tota recerca és el moment de la concepció o el naixement. El primer, «la gènesi de la llavor», permet conéixer els esdeveniments que precedeixen al naixement, i el segon «la gènesi de la persona» és «més perfecte en potencialitat». El capítol II continua aquest tema en discutir la importància de calcular el grau exacte de l'ascendent en nàixer, la dificultat de registrar el temps local amb prou de precisió com per establir-lo i els mètodes disponibles per a esmenar-lo. És a dir, assegurar-se que la carta astral és correcta.
El tercer llibre conclou amb una discussió en els capítols XIII i XIV del que es descriu com una faceta «àmpliament omesa» de la doctrina de Ptolemeu: la «psicològica» que es refereix a la qualitat de l'ànima o psique. L'historidor Nicholas Campion ha discutit les arrels de la noció que els regnes celestials i psicològics estan connectats, que es remunten al s. VI ae i en el cas de Ptolemeu presenten una barreja de filosofia aristotèlica i estoica, recolzant en la visió platònica que «ve dels cels», que explica «com el caràcter humà és determinat pels cels».
Per a Ptolemeu l'ànima inclou la facultat del raonament conscient, que és irracional i atribuït a la condició de Mercuri, i els elements subconscients i inconscients de la ment, la «part sensorial i irracional», que és sensible i s'atribueix a la condició de la Lluna. Aquests dos capítols fan una anàlisi dels impulsos instintius i de les inclinacions morals, preocupant-se més pels motius psicològics i per l'expressió conductual que pel temperament físic descrit en el capítol XI. Les malalties de l'ànima són definides com a «afeccions totalment desproporcionades i patològiques», les quals inclouen: la bogeria, la incapacitat d'exercir moderació o control, la inestabilitat de les emocions, la sexualitat depravada o desmesurada, les perversions mórbidas i les violentes afliccions de les parts de la intel·lectual i passiva de la ment. Les explicacions astrológicas estan principalment relacionades amb la influència dels planetes destructius que també estan en configuracions difícils amb Mercuri i el Sol o la Lluna, o el planeta associat amb l'impuls psicològic; per exemple, Venus, en matèria de sexualitat. Campion ha assenyalat que aquestes associacions planetàries amb qualitats psicològiques no són originals de Ptolemeu, ja que estan presents en el Corpus hermeticum que estava en circulació a Alexandria al moment en el qual Ptolemeu va compilar el seu text.:254

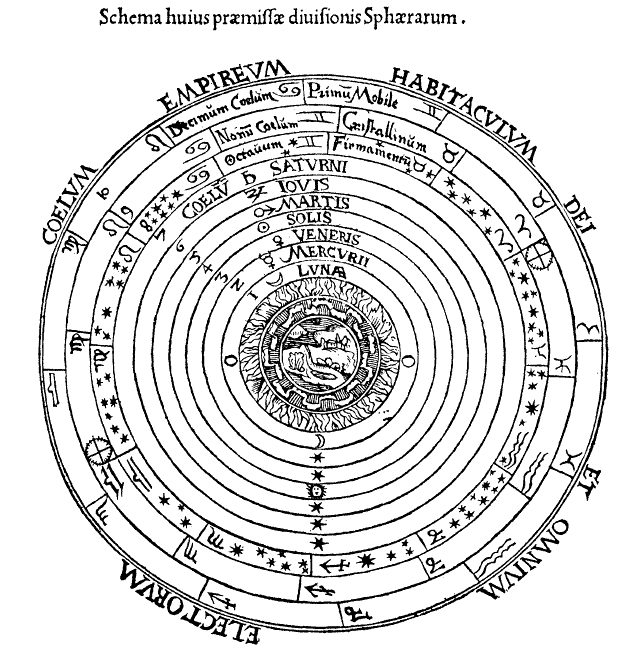
Les esferes celestes geocèntriques de Ptolemeu, Cosmographia (1539)

El llibre IV es presenta amb una breu introducció per reafirmar la disposició del contingut descrit anteriorment. Comença amb el tema de la riquesa i l'honor: «així com la fortuna material està associada a les propietats del cos, així l'honor pertany a les de l'ànima». És notable que en la seua discussió «de la Fortuna i la seua dignitat», en el capítol 3, Ptolemeu no fa referència a la part de l'esperit o daimon, que normalment s'utilitzava com la contrapartida espiritual a la riquesa material i a la felicitat associada a la «part de la Fortuna». Això és vist com una demostració de la seua aversió general, declarada en el capítol 3 del llibre III, a les «parts i nombres dels quals no pot donar-se una explicació raonable».

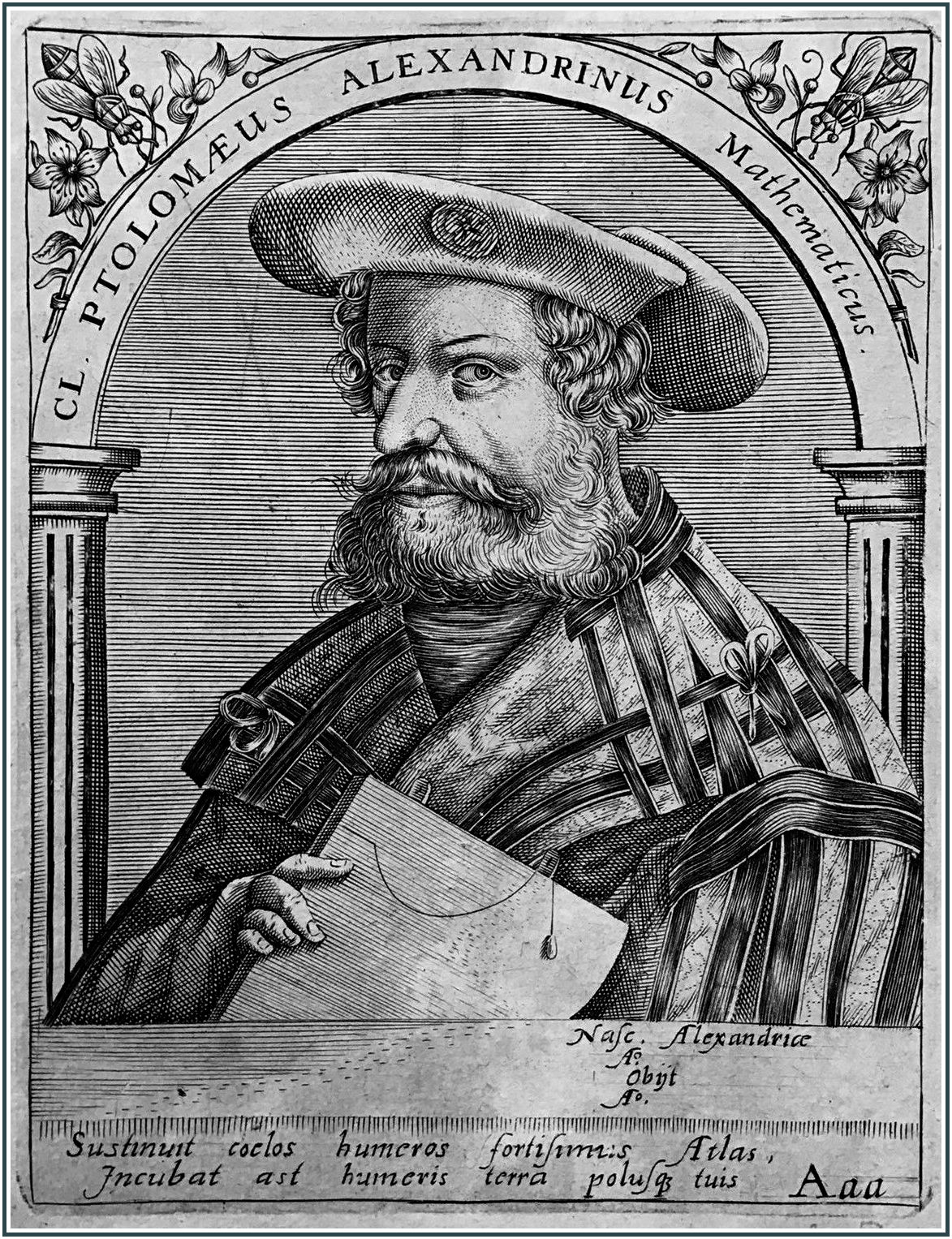
Ptolemeu segons l'imaginà Theodor de Bry en aquest gravat en fusta del s.XVI. En la llegenda es llegeix: «Sustinuit caelos humeros fortisimus Atles; Incubat ast humeris terra polusque tuis» ‘El fortísimo Atles sobre les seues espatlles sostenia el món; però sobre les teues s'allotgen la terra i el seu pol'

| Símbol | Planeta | Període          | Anys              | Edat                | Tema planetari                                                                                 |
| ☽      | Lluna   | Primers 4 anys   | 0–3               | Primera infància    | Flexibilitat, creixement, variabilitat, nutrició del cos.                                      |
| ☿      | Mercuri | Següents 10 anys | 4–14              | Infància            | Desenvolupament de la intel·ligència, eloqüència, destresa física i mental.                    |
| ♀      | Venus   | Següents 8 anys  | 15–22             | Joventut            | Impuls cap a l'amor i la sexualitat, passió ardent, astúcia.                                   |
| ☉      | Sol     | Següents 19 anys | 23–41             | Adultesa primerenca | Responsabilitats, ambició, substància, decòrum, abandó del joc.                                |
| ♂      | Mart    | Següents 15 anys | 42–56             | Adultesa            | Gravetat, realització de la flor de la vida, treballar per completar els objectius de la vida. |
| ♃      | Júpiter | Següents 12 anys | 57–68             | Maduresa completa   | Compliment, jubilació, independència, dignitat, deliberació, honor.                            |
| ♄      | Saturn  | Anys restants    | 69–fins a la mort | Vellesa             | Fredor, feblesa, declivi, impediments, desànim.                                                |

### Centiloquium
El Centiloquium, ‘cent refranys', era el títol en llatí comú per a una col·lecció de cent aforismes astrològics importants. També es coneix en llatí com Liber fructus de l'àrab: Kitab al-Tamara i de l'hebreu Sefer ha-Peri ‘Llibre del fruit’. Açò últim reflecteix la creença que aquesta obra oferia una suma dels principis astrològics clau de Ptolemeu i presentava «El fruit dels seus quatre llibres». Comença, com totes les obres de Ptolemeu, amb una dedicatòria a «Syrus», que ajudà a recolzar l'assumpció de l'autenticitat ptolemaica de l'obra.
L'autoria del text ara és atribuïda a imitadors de Ptolemeu. Alguns estudiosos suggereixen que Ahmad ibn Yusuf en fou el veritable autor. Uns altres creuen que el Centiloquium, encara que no fos de Ptolemeu, conserva un aplec de materials autèntics de l'astrologia hel·lenística. La suposició històrica que el Centiloquium era part del llegat astrològic de Ptolemeu li donà una influència generalitzada en el període medieval, i fou un text important en la tradició astrològica.

### Publicacions
- Houlding, Deborah «Skyscript The Life and Work of Ptolemy». Traditional Astrologer, No. 1, 1993, pàg. 3–6 [Consulta: 14 febrer 2017].
- Lehoux, Daryn «Tomorrow's news today: astrology, fate, and the way out» (en anglès). Representations. University of California Press, Vol. 95, No. 1, 2006, pàg. 105-122. ISSN: 0734-6018. 363485501.
- Riley, Mark «Theoretical and practical astrology: Ptolemy and his colleagues» (en anglès). Transactions of the American Philological Association. Johns Hopkins University Press, Vol. 117, 1974, pàg. 235-256. ISSN: 0360-5949.
- Riley, Mark «Science and tradition in the Tetrabiblos» (en anglès). Proceedings of the American Philosophical Society. American Philosophical Society, Vol. 132, No. 1, 1988, pàg. 67-84. ISSN: 0003-049X. 812883650.
- Rutkin, H. Darrel «The use and abuse of Ptolemy's Tetrabiblos in Renaissance and early modern Europe — Two case studies — Giovanni Pico della Mirandola and Filippo Fantoni». Ptolemy in perspective. Museu Galileu, Sin fecha. 5894474231.